# 波久礼駅

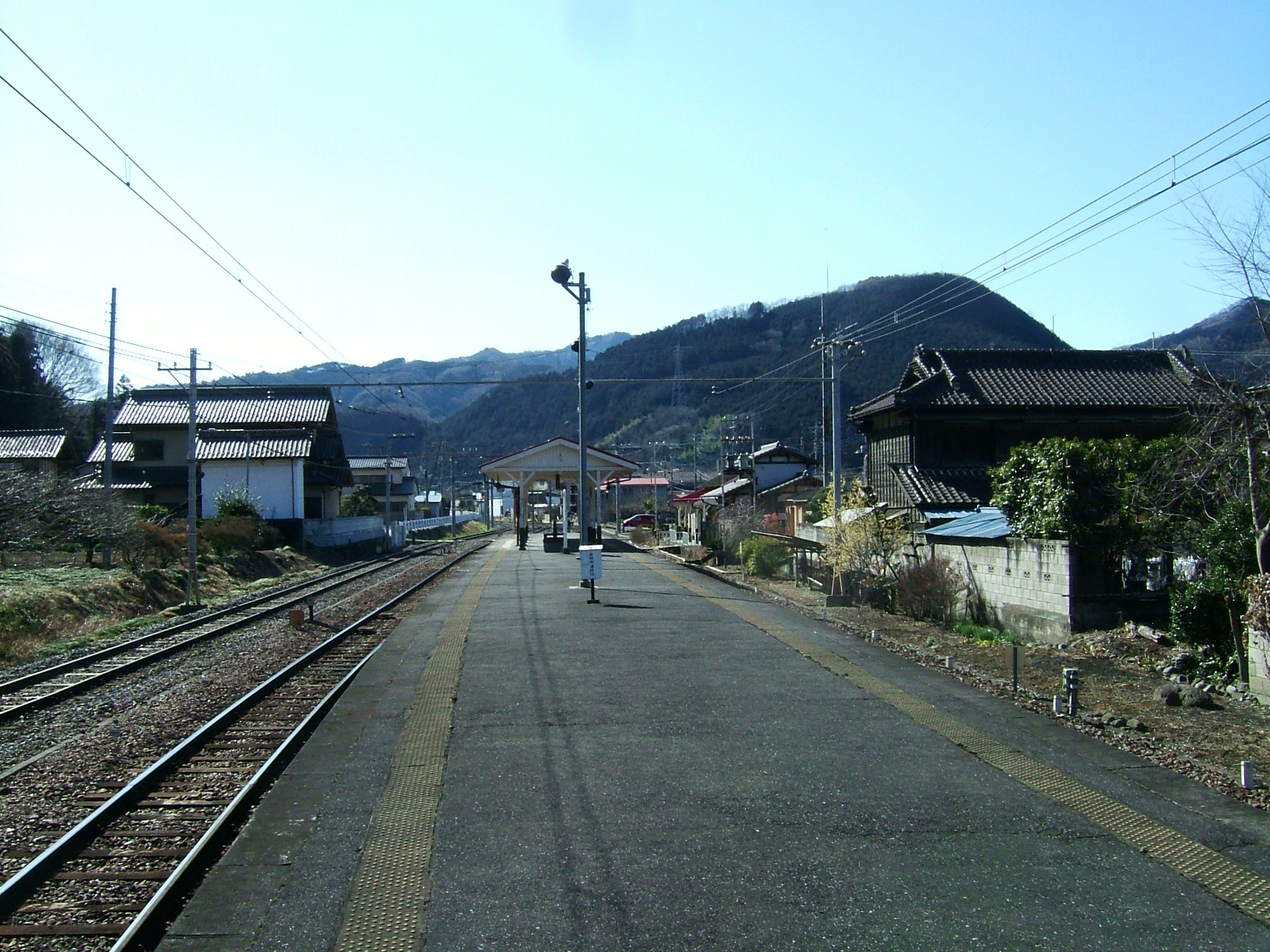
ホーム（2008年2月）

波久礼駅（はぐれえき）は、埼玉県大里郡寄居町大字末野にある秩父鉄道秩父本線の駅である。駅番号はCR21。

## 歴史
- 1903年（明治36年）4月2日：上武鉄道の駅として開業。駅名は破崩の地名から取り、波久礼駅と命名された[1]。
- 1916年（大正5年）2月25日：社名変更により、秩父鉄道の駅となる。
- 2022年（令和4年）3月12日：ICカード「PASMO」の利用が可能となる[2]。同時に無人化[2]。

## 駅構造
島式ホーム1面2線を有する地上駅。木造駅舎を有する。無人駅である。簡易PASMO改札機設置駅。
無人化以前は業務委託駅（管理駅:寄居駅）であり、駅係員勤務時間は平日の月・水・金曜日は7:00 - 14:00、平日の火・木曜日は9:00 - 16:00、土休日は9:00 - 17:00となっていた。

### のりば
| 番線 | 路線    | 方向 | 行先                         |
| ---- | ------- | ---- | ---------------------------- |
| 1    | ■秩父線 | 下り | 長瀞・秩父・三峰口方面       |
| 2    | ■秩父線 | 上り | 寄居・熊谷・行田市・羽生方面 |

上記のほか、ホームのない待機線が1本設けられており、貨物列車の待機に使われる。
トイレは、改札外にあり水洗式。

## 利用状況
- 2019年度の1日平均乗車人員は103人である。

| 年度               | 乗車人員 （1日平均） |
| ------------------ | -------------------- |
| 2009年（平成21年） | 144                  |
| 2010年（平成22年） | 135                  |
| 2011年（平成23年） | 129                  |
| 2012年（平成24年） | 127                  |
| 2013年（平成25年） | 125                  |
| 2014年（平成26年） | 120                  |
| 2015年（平成26年） | 117                  |
| 2016年（平成28年） | 112                  |
| 2017年（平成29年） | 116                  |
| 2018年（平成30年） | 109                  |
| 2019年（令和元年） | 103                  |

## 駅周辺
- 国道140号
- 埼玉県道82号長瀞玉淀自然公園線
- 荒川
  - 寄居橋（波久礼橋）
  - 葉暮橋
- 玉淀ダム（玉淀湖） - 駅の前の荒川は、玉淀湖になっている。
- 風布川 - 川沿いに「風のみち」遊歩道がある。源流の湧水は「日本水（やまとみず）」。名水百選選定。[3]
- 円良田湖 - 徒歩約20分の人造湖。周辺にハイキングコースがある。[4]
- 金尾山 - 徒歩約15分。春のつつじの花で知られる。[5]
- 亀の井ホテル 長瀞寄居（旧かんぽの宿寄居）

## 隣の駅
秩父鉄道
■秩父本線
□SLパレオエクスプレス・■急行「秩父路」
通過
□各駅停車
寄居駅 (CR20) - 波久礼駅 (CR21) - 樋口駅 (CR22)
※パレオエクスプレスは時期により臨時停車することがある。